# Trioceros cristatus
Espèce
Synonymes
- Chamaeleon cristatus Stutchbury, 1837

Statut CITES
Statut de conservation UICN

 LC  : Préoccupation mineure
Trioceros cristatus est une espèce de sauriens de la famille des Chamaeleonidae.

## Répartition
Cette espèce se rencontre au Ghana, au Togo, au Nigeria, au Cameroun, en Guinée équatoriale, au Gabon, au Congo-Brazzaville et en Centrafrique.

## Galerie

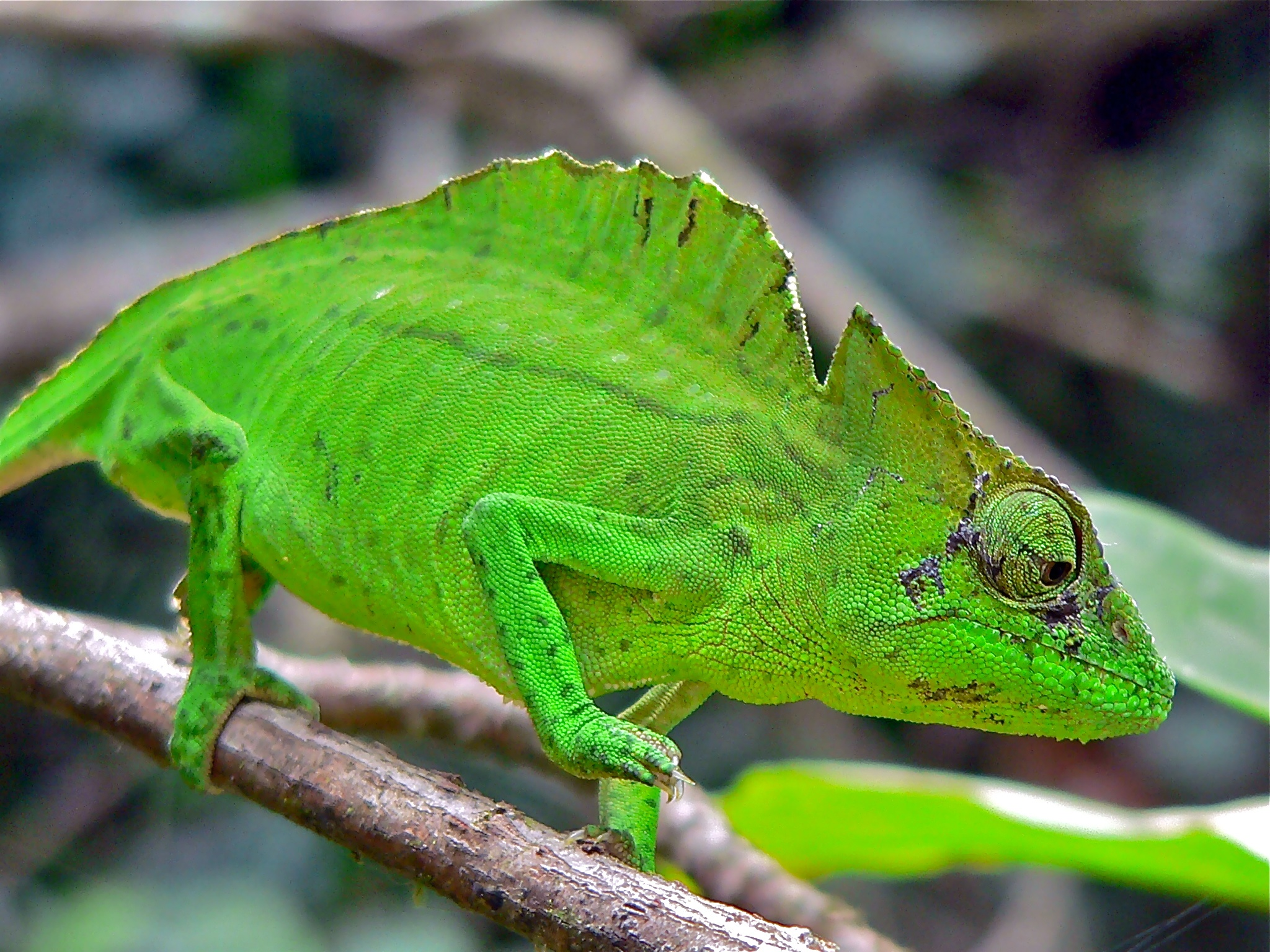
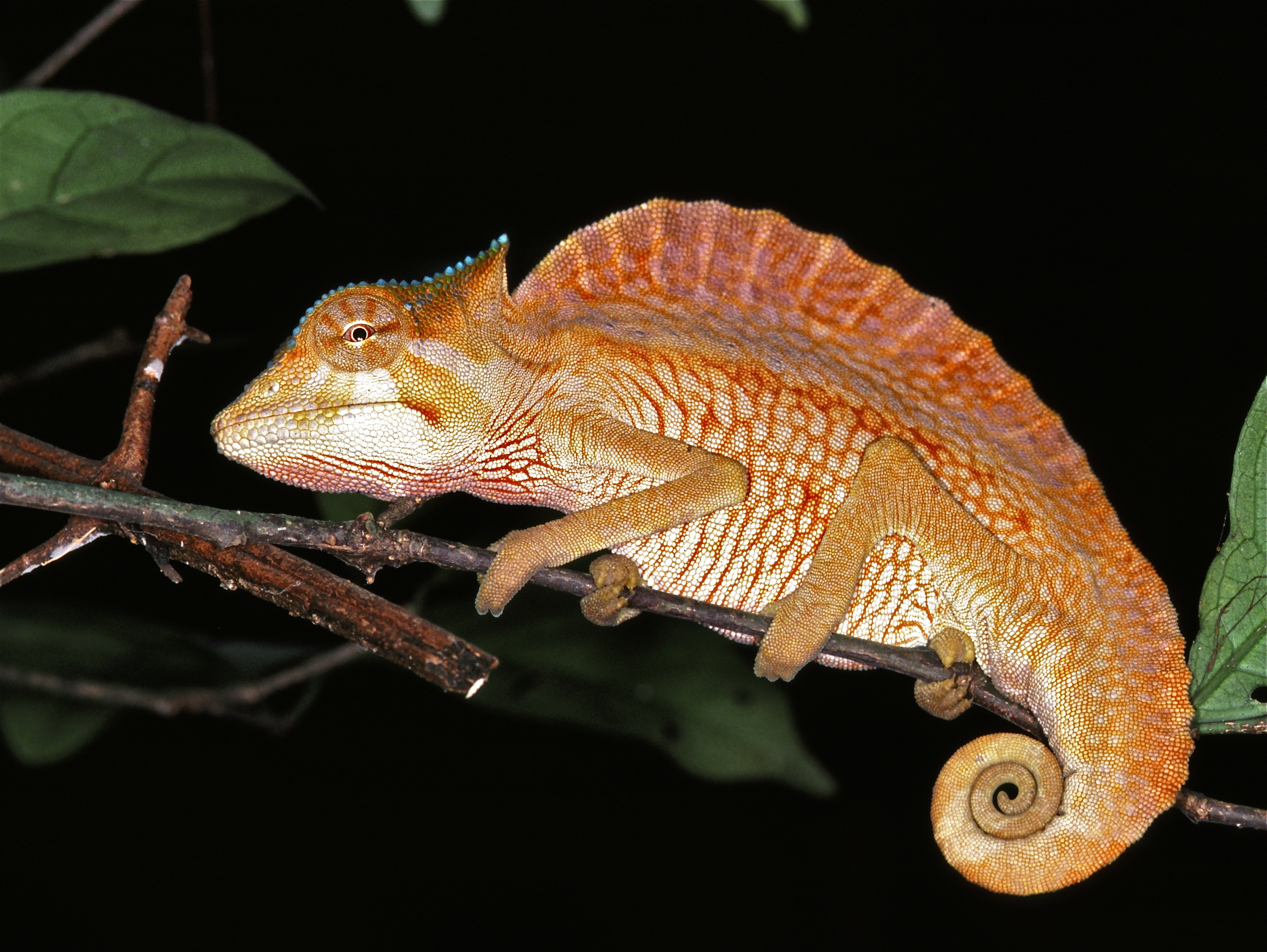
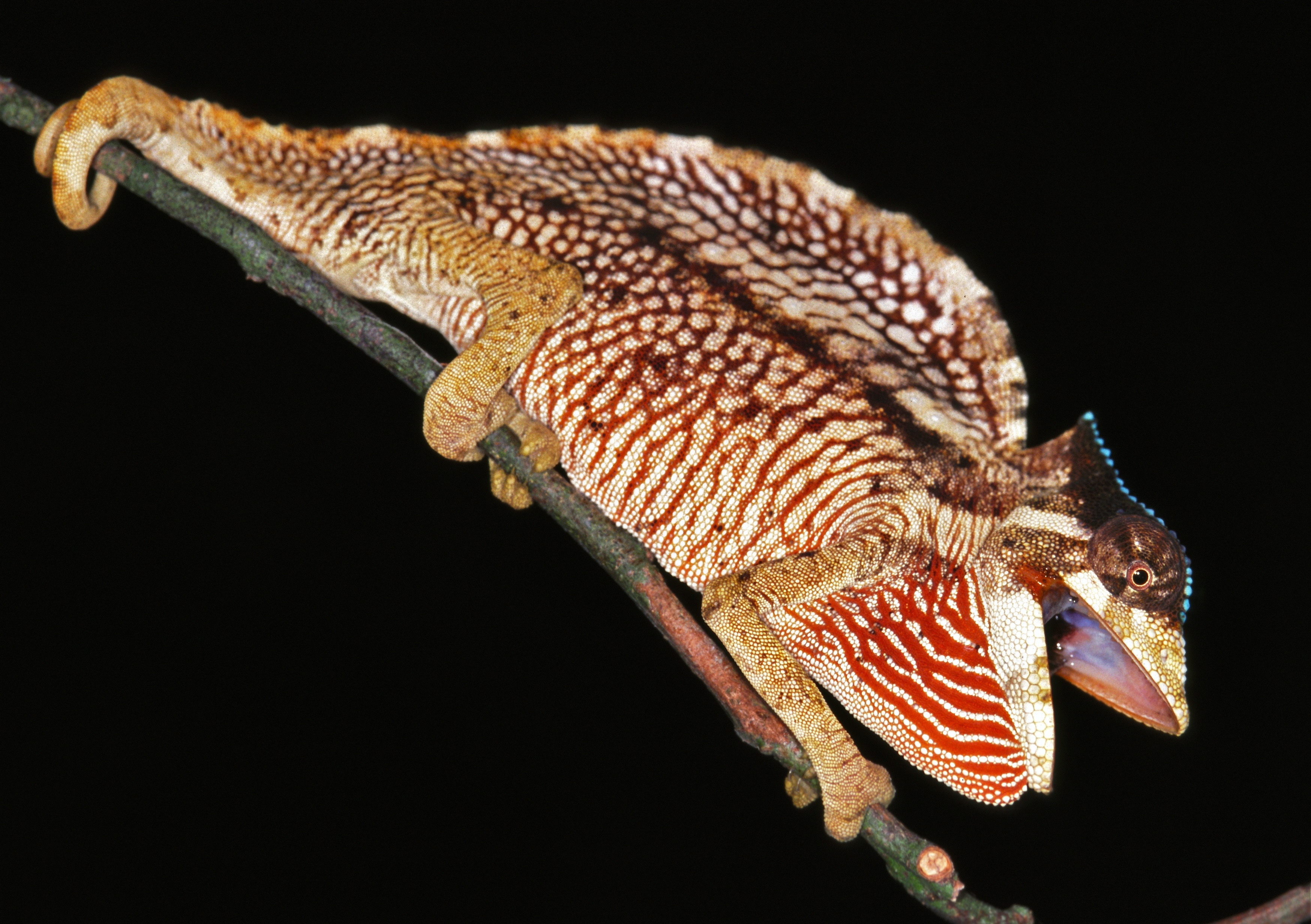
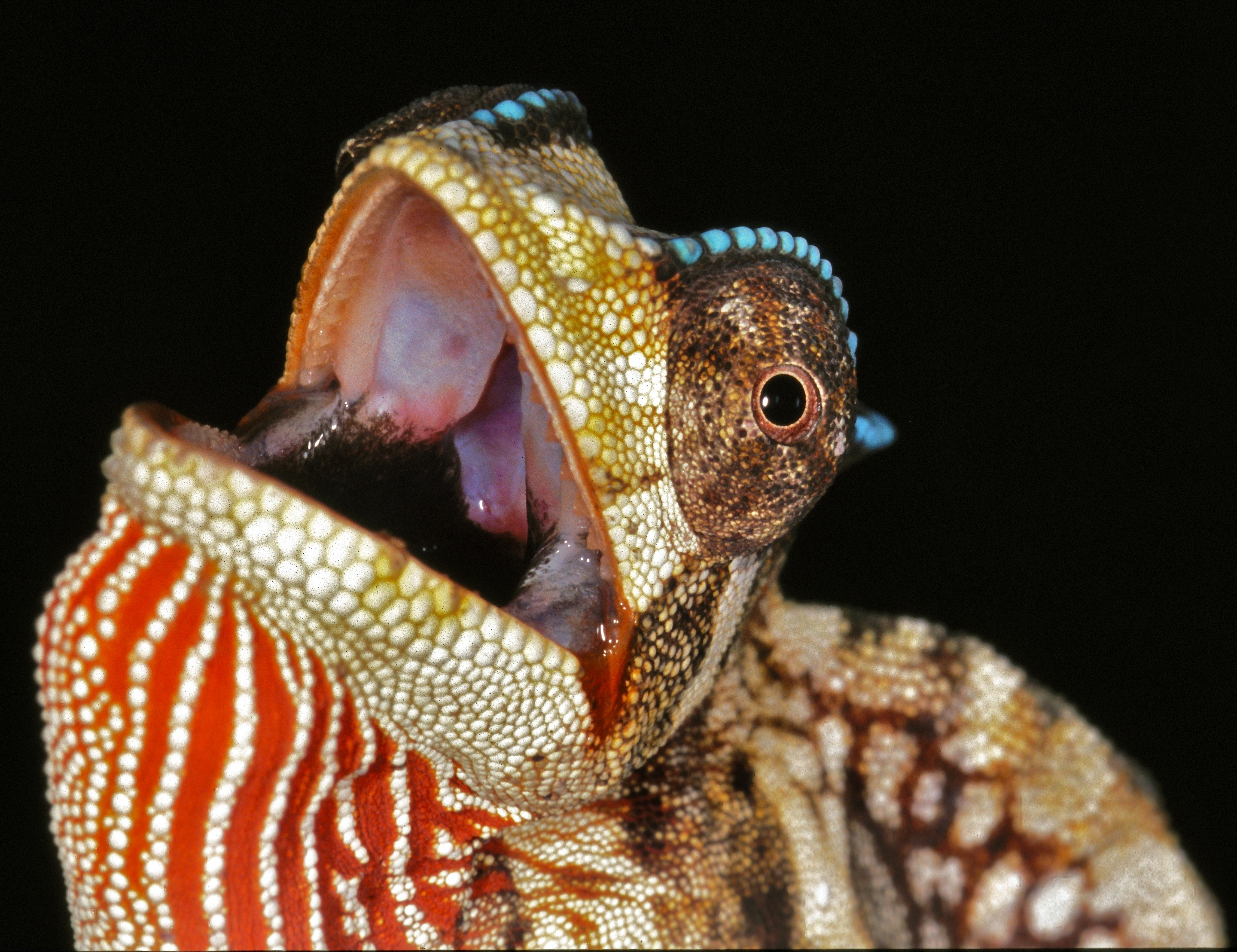
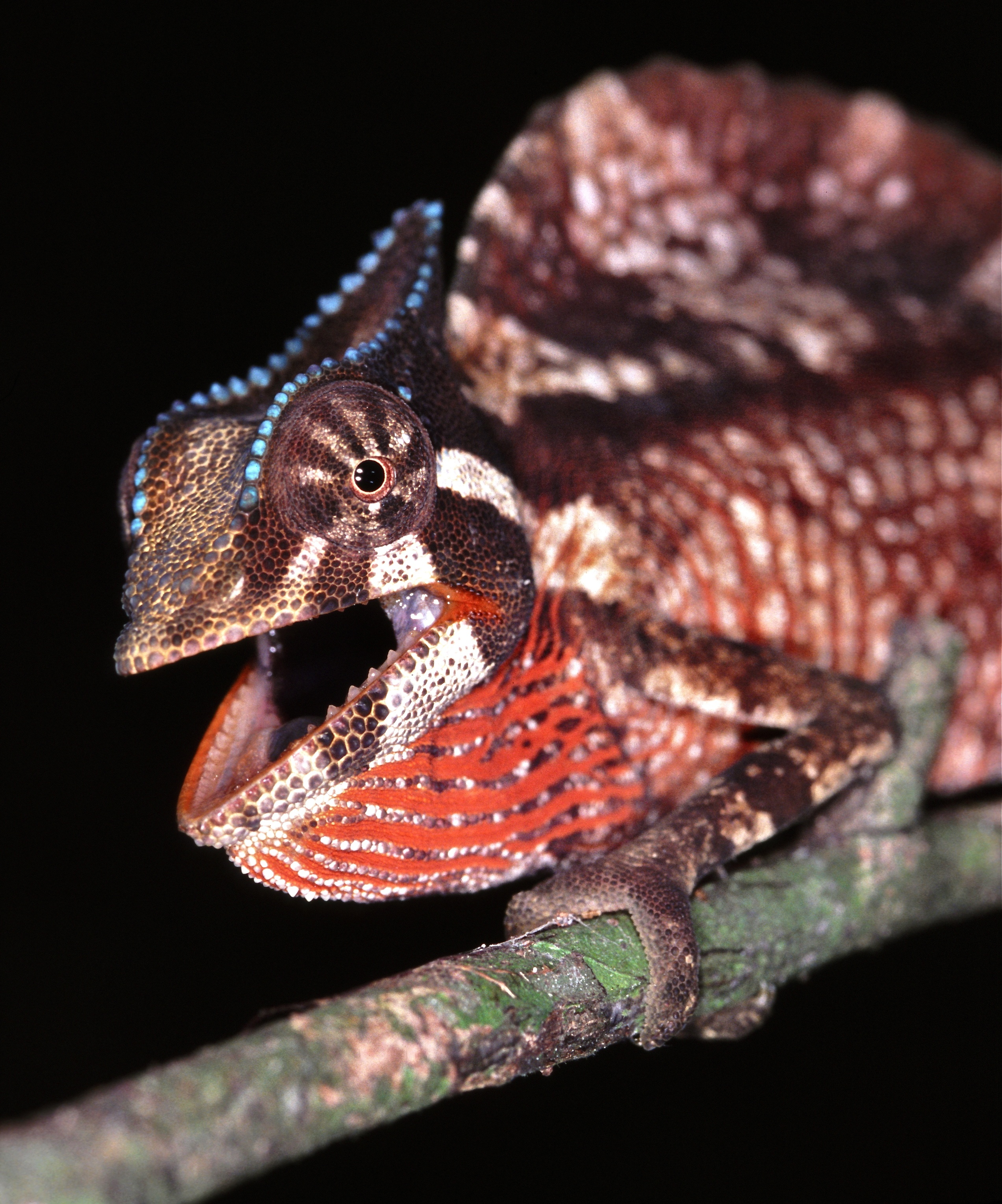

## Publication originale
- Stutchbury, 1837 : Description of a new species of the genus Chamaeleon. Transactions of the Linnean Society of London, vol. 17, p. 361-326 (texte intégral).